# Borðoy

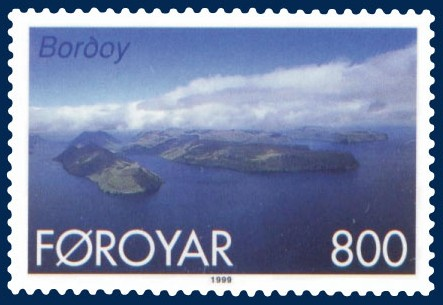
Postverk Føroyas frimärke FR 353, utgivet 25 maj 1999.

Borðoy (dansk namnform: Bordø) är en ö i nordöstra Färöarna.
På ön finns det åtta städer eller mindre samhällen/byar: Klaksvík, Norðoyri, Anir, Árnafjørður, Strond, Norðtoftir, Depil och Norðdepil. Öns högsta berg är Norðanfyri Lokkaskarð (772 meter över havet). Dessutom finns Lokki (med en högsta topp på 754 meter), Omanfyri Klivsdal (747 meter över havet),  Depilsknúkur (högsta topp 681 meter), Háfjall (högsta topp 648 meter), Snæfelli (högsta topp 644 meter), Krúnufjall (högsta topp 642 meter), Borðoyarnes (högsta topp 392 meter) och Hálgafelli (högsta topp 502 meter).
Denna ö var troligtvis den första som blev befolkad.